# دلفين باروت
دلفين ماري فيرا باروت (بالإنجليزية: Delphine Parrott)‏، زميلة الجمعية الملكية في إدنبرة (2 مايو 1928 – 17 يناير 2016) كانت عالمة في الغدد الصماء، والمناعة، وأكاديميَّة بريطانيَّة. قامت بإجراء بحوث في المعهد الوطني للبحوث الطبية خلال خمسينات القرن العشرين وفي صندوق أبحاث السرطان الملكي البريطاني في الستينات.
انتقلت في عام 1964 إلى جامعة غلاسكو، وأصبحت في عام 1973 أول امرأة تعمل كأستاذة جامعية في تاريخ الجامعة. أصبحت أستاذة غاردينر في علم المناعة هناك في عام 1980، وتقاعدت في عام 1990.
كانت عضوة فخرية في الجمعية البريطانية لعلم المناعة.

## مطلع حياتها
ولدت باروت في منطقة دوليتش الواقعة جنوب لندن في شهر مايو من عام 1928. درست باروت علم وظائف الأعضاء في كلية بيدفورد بلندن وتخرجت منها عام 1949، ومن ثم نالت شهادة الدكتوراه من مدرسة طب وطب أسنان كلية كينغ في عام 1952.

## حياتها المهنية
كانت أول وظيفة لباروت في مجلس البحوث الطبية، حيث عملت في وحدة أبحاث الغدد الصماء السريرية التابعة لهم في إدنبرة منذ عام 1952 إلى 1954. ثم وظفها آلان باركيس لتساعده في بحوث بيولوجيا التكاثر في المعهد الوطني للبحوث الطبية في ضاحية ميل هيل بالقرب من لندن. قدَّر ألن مهارات باروت في تشريح الحي للحيوانات الصغيرة وبدأت بنقل المبايض إلى الفئران المصابة بالعقم عن طريق الإشعاع، كطريقة لاسترجاع خصوبتهم. وقادت تجربة أخرى نشر ورقة بحثية مهمة في دورية ساينس في عام 1960 بعنوان «دور التحسس الشمّي في منع الحمل من قبل الذكور الغرباء».
في هذه الحالة، قامت بإزالة البصلة الشمّية لأنثى الفئران لتبين أن هذا منعهم من الإجهاض عند تعريضهم لذكر غريب. هذا أكد أن الشم كان له دور في تأثير بروس. سبق وأن بينت المؤلفة المشاركة معها، هيلدا بروس بأن إناث الفئران يحصل لديهن إجهاض تلقائي في حالة شمهن لذكر غريب.
في صندوق أبحاث السرطان الملكي، قامت بدراسة التأثير المناعي للغدة الزعترية، مجرية التجربة على فئران حديثي الولادة عن طريق مراقبة تأثيرات إزالة الغدة الزعترية على جهاز مناعتهم مثل إنتاج الخلايا اللمفاوية. وقد نوقشت هذه النتائج على نطاق واسع كونها كانت غير متوقعة.
وانتقلت إلى جامعة غلاسكو في عام 1967، لتعمل في قسم الجراثيم والمناعة كمُحاضِرة أقدم. في عام 1973، أصبحت أستاذة، وكانت أول امرأة تشغل منصبًا في جامعة غلاسكو خلال تاريخ الجامعة الذي يمتد على مدى خمسمائة عام. في عام 1974، تم منحها لقب زميلة الجمعية الملكية في إدنبرة.
في عام 1980، أصبحت رئيسة القسم وأستاذة غاردينر، عندما تقاعد سلفها أر. جي. وايت وتقاعدت هي في عام 1990.

## حياتها اللاحقة
```
توفيت باروت في 17 يناير من عام 2016 عن عمر يناهز 87 عامًا.
[
2
]
[
15
]
[
16
]
```